# Gai Licini Cras (tribú de la plebs 145 aC)
Gai Licini Cras (en llatí: Gaius Licinius C. f. C. n. Crassus) va ser un magistrat romà del segle ii aC. Formava part de la gens Licínia, una família romana plebea, i era fill probablement de Gai Licini Cras, cònsol el 168 aC
L'any 145 aC va ser tribú de la plebs i, segons que expliquen Ciceró i Varró, va ser el primer que, en els discursos al poble, es va encarar cap al fòrum en lloc de fer-ho cap als comicis i la cúria. Plutarc atribueix aquest gest d'independència a Gai Grac. Va introduir una rogatio per la qual els col·legues dels sacerdots no podrien cobrir les vacants per cooptació, transferint l'elecció al poble, però finalment la llei va ser anul·lada a proposta del pretor Gai Leli Sapient. Va tenir un fill que portava el seu mateix nom, del qual no se sap res.